# علی‌جنی
علی‌جنی یک دستیار شخصی هوشمند مبتنی بر پلتفرم باز مستقر در چین است که توسط گروه علی‌بابا راه‌اندازی شده و در حال حاضر به عنوان منشی تی مال جین استفاده می‌شود. این پلتفرم در سال ۲۰۱۷ همراه با Tmall Genie X1 در کنفرانس مالی علی‌بابا در هانگژو معرفی شد.

## امکانات
مشابه سایر دستیارهای مجازی علی‌جنی توانایی کنترل عمومی، پخش موسیقی، خرید صورتی، یادداشت برداری و … دارد. علی‌جنی همچنین توانایی تشخیص صدا، تصویر صدا، درک معنا و ترکیب گفتار است.
علی‌جنی همچنین با سرویس‌های دیگر علی بابا مثل سرویس پرداخت آنلاین و پلتفرم‌های خرید آنلاین تی مال و تاوباو همکاری می‌کند. فناوری تشخیص صدا علی جین به این دلیل امن است که فقط به کاربران مجاز اجازه ثبت سفارش‌ها آنلاین را می‌دهد.

## سکوی باز
علی‌جنی یک پلتفرم باز است که به تولیدکنندگان مختلف اجازه کار بر روی این سیستم، به عنوان شخص ثالث را می‌دهد.